# Scarabaeus denticollis
Scarabaeus denticollis är en skalbaggsart som beskrevs av Louis Albert Péringuey 1888. Scarabaeus denticollis ingår i släktet Scarabaeus och familjen bladhorningar. Inga underarter finns listade i Catalogue of Life.